# Katholische Hochschule Freiburg

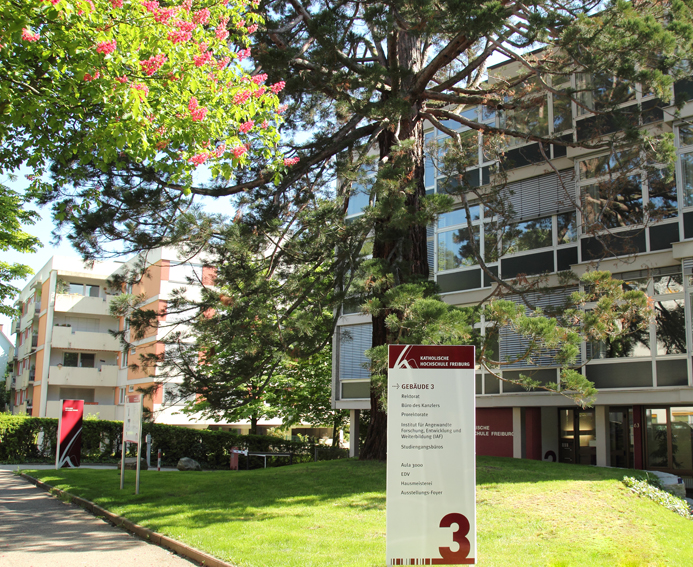
Katholische Hochschule Freiburg, Gebäude 3

Die Katholische Hochschule Freiburg (kurz KH Freiburg, englisch: Catholic University of Applied Sciences Freiburg) ist eine staatlich anerkannte Hochschule des Sozial- und Gesundheitswesens in Baden-Württemberg mit Sitz in Freiburg im Breisgau. Sie ist Gründungsmitglied des 2022 errichteten Promotionsverbands Baden-Württemberg.

## Die Hochschule
Die KH Freiburg wurde im Jahre 1971 durch die Zusammenführung mehrerer traditionsreicher Vorgängereinrichtungen gegründet. Sie ist eine der fünf Freiburger Hochschulen und eine von sieben katholischen Hochschulen in Deutschland. Der Campus liegt im Freiburger Stadtteil Herdern.
Träger der Katholischen Hochschule ist die Katholische Hochschule Freiburg gGmbH. Ihre Gesellschafter sind das Erzbistum Freiburg, das Bistum Rottenburg-Stuttgart, der Deutsche Caritasverband, der Caritasverband für die Erzdiözese Freiburg und der Caritasverband der Diözese Rottenburg-Stuttgart.
Die KH Freiburg ist staatlich anerkannt. Die staatliche Anerkennung wurde 1992 auf die Studiengänge im Fachbereich Pflege und im Jahr 2001 auf die Studiengänge im Fachbereich Management erweitert. Die Wahrnehmung ihrer Aufgaben in Lehre und Studium, Forschung und Weiterbildung erfolgt in unabhängiger Selbstverwaltung.
Die KH Freiburg leistet gemäß dem ursprünglichen Bildungsauftrag der Fachhochschulen in Deutschland (Wissenschaftsrat 2002) eine praxis- und berufsbezogene Ausbildung ihrer Studierenden auf wissenschaftlicher Grundlage.
An der KH Freiburg werden aktuell sechs Bachelorstudiengänge, drei Masterstudiengänge plus ein Verbundmaster sowie neun Zusatzlehrprogramme angeboten.
Im CHE Hochschulranking (2020/2021) erreicht die KH Freiburg mit dem B.A. Studiengang Soziale Arbeit in sieben Kategorien Positionen in der Spitzengruppe. Der Hochschule wird damit eine sehr hohe Studierendenzufriedenheit bescheinigt und gehört im deutschsprachigen Raum zu den besten Hochschulen für diesen Studiengang.
Für die etwa 1800 immatrikulierten Studierenden sind 40 Professoren in Lehre, Forschung und Weiterbildung tätig.
Die Caritasbibliothek (gleichzeitig Hochschulbibliothek) ist die größte deutsche Fachbibliothek des Sozialwesens und der Pflege.
Die Hochschule unterhält internationale Partnerschaften zu 40 europäischen Hochschulen und mehrere Beziehungen zu Hochschulen auf anderen Erdteilen.

## Geschichte
Im Jahr 1911 wurde in Heidelberg die von Maria Gräfin Graimberg-Bellau initiierte Soziale Frauenschule Heidelberg gegründet. Sie bestand bis 1971 als Höhere Fachschule für Sozialarbeit in der Trägerschaft des Deutschen Caritasverbands, war von 1971 bis zu ihrer Auflösung 1979 als Abteilung Heidelberg, in die Katholische Hochschule Freiburg integriert und ist damit die älteste Vorgängereinrichtung der heutigen Hochschule.
Zum Ende des Ersten Weltkriegs entstanden die ersten Sozialen Schulen in Freiburg im Breisgau. 1919 nahm, initiiert vom Katholischen Frauenbund Freiburg, in der Trägerschaft des Vereins Sozialpolitische Frauenschule Freiburg e. V., die Sozialpolitische Frauenschule den Ausbildungsbetrieb auf. Ein wichtiges Anliegen des Gründers des Deutschen Caritasverbands Lorenz Werthmann war die Qualifizierung der Mitarbeiter. Unter dem Anliegen, gezielt auf die Caritasarbeit in den Kirchengemeinden vorzubereiten entstand so 1920 die Caritasschule Freiburg. Caritasschule und Frauenschule wurden bis 1925 in Form einer Arbeitsgemeinschaft gemeinsam mit dem Verein Sozialpolitische Frauenschule getragen.
Ab 1927 bot der Caritasverband fortlaufend Nachschulungskurse für seine männlichen Mitarbeiter an. Zur Vorbereitung auf die Abschlussprüfung zur staatlichen Anerkennung als Wohlfahrtspfleger wurde 1930 die Wohlfahrtspflegerschule eingerichtet. 1933 erfolgte die Umbenennung in „Seminar für Wohlfahrtspfleger“. Beide Schulen, die Soziale Frauenschule des Deutschen Caritasverbands und das Seminar für Wohlfahrtspfleger des Deutschen Caritasverbands, fusionierten 1969 zur Höheren Fachschule für Sozialarbeit beim Deutschen Caritasverband und gingen 1971 als Fachbereich Sozialarbeit in die Fachhochschule ein.
1927 entstand mit dem Jugendleiterinnenseminar, gegründet von Maria Kiene, beim Deutschen Caritasverband eine dritte Vorgängereinrichtung der Katholischen Hochschule Freiburg. Dieses Seminar qualifizierte in einjähriger Aufbauausbildung mit staatlicher Abschlussprüfung praktisch tätige Kindergärtnerinnen und Hortnerinnen für Leitungs- und Unterrichtsaufgaben.
Ab 1947 bildete das Jugendleiterinnenseminar in zweijährigen grundständigen Ausbildungsgängen als Höhere Fachschule für Sozialpädagogik Sozialpädagoginnen aus. 1971 wurde auch diese Einrichtung – als Fachbereich Sozialpädagogik – in die Fachhochschule integriert.
Die Grundstruktur der 1971 entstandenen neuen Fachhochschule wurde durch die Integration des Heilpädagogischen Seminars beim Deutschen Caritasverband vervollständigt. Dieses Seminar war 1965 gegründet worden und wurde nun als Fachbereich Heilpädagogik in die Hochschule eingebunden. Hinzu kamen ein Fachbereich Religionspädagogik (1973), ein Fachbereich Pflege (1992) und ein Fachbereich Management (2003).
Zum 1. Oktober 2010 wurde die Hochschule von Katholische Fachhochschule Freiburg in den heutigen Namen umbenannt.
Anlässlich ihres 100-jährigen Bestehen veranstaltete die KH Freiburg am 11. November 2011 eine Fachtagung mit dem Thema „Die Katholische Hochschule Freiburg  im Netzwerk von Kirche und ihrer Caritas“.

## Grundsätze der Katholischen Hochschule
- Christliches Menschenbild
- Interdisziplinarität
- Interkulturelle Studien

## Studiengebühren
Zum Sommersemester 2007 führte die damalige Landesregierung von CDU und FDP einen Studiengebührenbeitrag in Höhe von 500 € ein. Unabhängig von diesem staatlichen Beschluss wurden auf Entscheid der Gesellschafter auch an der Katholischen Hochschule Freiburg die Studiengebühren in gleicher Höhe eingeführt. Die 2011 gewählte grün-rote Landesregierung schaffte zum Sommersemester 2012 die Studiengebühren an staatlichen Hochschulen wieder ab. Zum Wintersemester 2012/13 wurden die Studienbeiträge der Bachelorstudiengänge an der Katholischen Hochschule Freiburg von 500 € auf 280 € abgesenkt.

## Studienangebot

### Bachelorstudiengänge
Folgende Bachelorstudiengänge werden angeboten:
- Soziale Arbeit
- berufsbegleitend: Soziale Arbeit
- Angewandte Pflegewissenschaft
- Heilpädagogik / Inclusive Education
- Management im Gesundheitswesen
- Berufspädagogik im Gesundheitswesen
- Angewandte Theologie

### Masterstudiengänge
- Prävention & Intervention im Kindes- & Jugendalter / Klinische Heilpädagogik
- Bildung im Gesundheitswesen
- Management und Führungskompetenz – wird auch angeboten als Projektstudium, in dem parallel zur beruflichen Praxis studiert wird: Projekt und Studium
- Angewandte Gerontologie
- Kunsttherapie

## Anbindung
Die Katholische Hochschule ist über die Haltestelle Tennenbacher Straße der Straßenbahnlinie 3 fußläufig erreichbar, die entlang der Habsburger Straße verläuft. An der Ecke Habsburger Straße/Jakobistraße befindet sich eine Station des Fahrradverleihsystems Frelo.